# Angie Stone
Pour les articles homonymes, voir Stone.
Angie Stone, nom de scène d'Angela Laverne Brown, née le 18 décembre 1961 à Columbia, (États-Unis), et morte le 1er mars 2025 à Montgomery, (États-Unis), est une chanteuse et actrice américaine.
Elle est considérée comme l'une des artistes pionnières du mouvement neo soul, au même titre qu'Erykah Badu, D'Angelo ou Maxwell. Au début des années 1990, elle devient membre du trio de RnB Vertical Hold.
En 1999, Angie Stone publie son premier album solo, Black Diamond au label Arista Records, certifié disque d'or et son single RnB single No More Rain (In This Cloud). Après son transfert à J Records, elle publie l'album et disque d'or Mahogany Soul en 2001, qui contient le single à succès Wish I Didn't Miss You. Elle compte depuis cinq autres albums : Stone Love (2004), The Art of Love and War (2007), Unexpected (2010), Rich Girl (2012), et Dream (2015). Stone participe aux séries télévisées Celebrity Fit Club diffusée sur la chaîne américaine VH1, et RnB Divas sur TV One, puis tourne dans des films comme The Fighting Temptations, Pastor Brown et School Gyrls.

## Biographie

### Jeunesse et débuts
Angela Laverne Brown est née le 18 décembre 1961 à Columbia, en Caroline du Sud, aux (États-Unis), où elle commence à chanter du gospel à l'église,.

### Carrière
Au début des années 1980, connue à l'époque sous le pseudonyme d'Angie B., elle est rappeuse au sein de The Sequence, groupe féminin de hip-hop/funk à succès. Leur rencontre avec Sylvia Robinson leur permet d'enregistrer en 1979 leur single Funk You Up, qui connait un grand succès, atteignant la 15e place des charts black américains (NB : Angie chantera une reprise de ce tube sur Love of My Life Worldwide en 2003, extrait de l'album Worldwide Underground d'Erykah Badu). Ensuite, elle travaille avec le groupe d'electro-funk Mantronix et refait surface dans les années 1990 en tant que membre du trio RnB Vertical Hold, qui sort le populaire single Seems You're Much Too Busy ainsi que deux albums : A Matter of Time (1993) et Head First (1995).
En 1992, elle est choriste sur l'album de Vanessa Paradis. En 1996, elle travaille avec Gerry DeVaux, le cousin de Lenny Kravitz et ensemble avec Charlie Mole, ils forment Devox. Le groupe sort un album Devox Featuring Angie B. Stone, uniquement publié au Japon chez Toshiba-EMI et contenant des compositions de Stone. Elle chante également des chœurs sur 5, le cinquième album de Lenny Kravitz, publié en 1998. Elle participe aussi aux crédits d'écriture des deux premiers albums du chanteur D'Angelo, Brown Sugar (1995) et Voodoo (2000), et l'accompagne lors de ses concerts en tant que choriste. Sa liaison amoureuse avec le chanteur donne naissance à un fils, Michael Jr.

### 1999–2005
Son premier album solo, Black Diamond, est publié le 28 septembre 1999 chez Arista Records et finit par devenir disque de platine. Suit un deuxième album, Mahogany Soul, le 16 octobre 2001, lui aussi certifié platine, puis Stone Love, le 6 juillet 2004 sur le label de Clive Davis, J Records. Le titre Brotha dénonce la discrimination des jeunes hommes noirs et les violcences policières. Elle participe également, en 2003, à Conception, un album consacré à Stevie Wonder comprenant des reprises de ses tubes par quelques grands de la musique tels qu'Eric Clapton, Stephen Marley, Marie J. Blige, et Brian Mc Knight.
Les chansons en solo de Stone sont significativement soul et utilisent des samples d'artistes notables. Par exemple, son premier single solo, No More Rain (In This Cloud), sample Neither One of Us de Gladys Knight and the Pips, et Wish I Didn't Miss You, le single le plus glorieux de Stone, sample Back Stabbers des O'Jays. The New York Times note : « [Stone] considère sa musique soul. pas du funk, du RnB, du hip-hop, de l'urban, mais de la soul, la pop séculaire accompagnée de gospel »,.

### 2006–2011

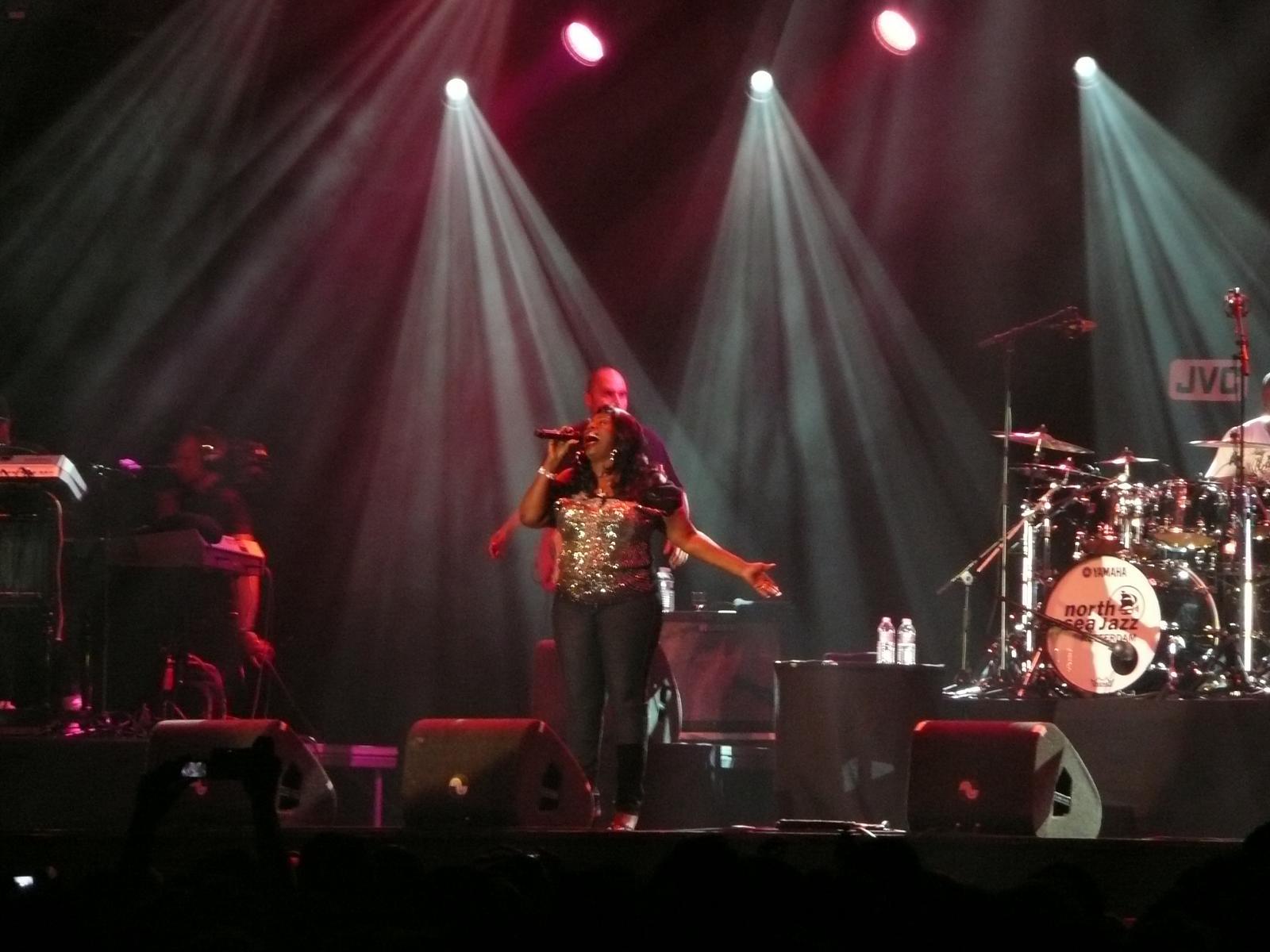
Angie Stone au North Sea Jazz Festival de Rotterdam (Pays-Bas) en 2008.

Lors d'un entretien à BBC 1Xtra le 27 août 2006, Angie Stone annonce sa signature à Stax Records. Elle devient ainsi la première artiste de la nouvelle génération de chanteurs soul à être signée sur le label. Son quatrième album, The Art of Love and War, une référence à ses derniers jours à J Records, est publié le 15 octobre 2007. Le premier single s'intitule Baby et fait participer Betty Wright. Son clip vidéo fait participer Mike Epps et la gagnante de America's Next Top Model, Cycle 3 Eva Pigford.
Angie Stone publie son cinquième album solo, Unexpected au Royaume-Uni le 8 février 2010, sur Stax Records. Lors d'un entretien avec Pete Lewis de Blues and Soul en janvier 2010, elle explique les coulisses de Unexpected : « C'est comme si j'avais déjà publié quatre albums décents. Je sentais que c'était plus prudent de passer à autre chose. Et musicalement parlant, je voulais M'AMUSER ! Je voulais faire quelque chose dans le genre jam, comme ça, on pouvait s'amuser en concert et prouver aux gens qu'il faut savoir s'amuser dans la vie. ».

### Depuis 2012
En 2012, Angie Stone signe à Saguaro Road Records, label de Time-Life, et publie l'album Rich Girl le 25 septembre 2012. L'acteur Malcolm-Jamal Warner contribue à un interlude spoken word dans le style poésie-slam.
Le 6 novembre 2015, Angie Stone publie son septième album, Dream, à Shanachie Entertainment en collaboration avec TopNotch Music et Conjunction Entertainment. Le premier single de l'album, 2 Bad Habits, sort en septembre 2015.

### Mort
Angie Stone décède dans un accident de la circulation dans le conté de Montgomery, en Alabama, aux (États-Unis), le 1er mars 2025 à l'âge de 63 ans.
L'évènement se produit sur l'interstate 65 vers 4 h 25,. Le véhicule de sa troupe se dirigeait vers Atlanta (Géorgie) après un concert à Mobile (Alabama), quand leur van Mercedes-Benz Sprinter s'est retourné et a été heurté par un poids-lourd,. La collision est survenue vers le point kilométrique 162 miles à 5 miles au sud de la ville de Montgomery.

### Vie privée
Angie Stone est mère d'un garçon et d'une fille. Dans les années 1990, elle devient la petite amie du chanteur de neo soul D'Angelo pendant quatre ans. Leur fils, Michael D'Angelo Archer II, est né en 1998. La fille d'Angie Stone, Diamond, est née en 1984 et est issue de son mariage avec Rodney Stone (aussi connu sous le nom de Lil' Rodney C!, du groupe de hip-hop Funky Four Plus One). Diamond contribue aux parties vocales de la chanson Baby de Stone. Diamond donne naissance au petit-fils d'Angie Stone en 2008, et un autre enfant en 2012.
Angie Stone réside à Atlanta en Géorgie avec son fils Michael et son petit ami et manager, Ashanti Graves, père de deux enfants,,.
Elle est diagnostiquée d'un diabète de type 2 en 1999.

## Discographie

### Albums studio
- 1999 : Black Diamond
- 2001 : Mahogany Soul
- 2004 : Stone Love
- 2007 : The Art of Love and War
- 2009 : Unexpected
- 2012 : Rich Girl
- 2015 : Dream
- 2019 : Full Circle
- 2023 : Love Language

### Best-of
- 2005 : Stone Hits: The Very Best of Angie Stone.

### Singles
| Année | Single                                                                           | Meilleure position | Meilleure position | Meilleure position | Meilleure position | Meilleure position | Album                                    |
| Année | Single                                                                           | U.S.               | U.S. R&B           | U.S. dance         | Royaume-Uni        | AUS                | Album                                    |
| ----- | -------------------------------------------------------------------------------- | ------------------ | ------------------ | ------------------ | ------------------ | ------------------ | ---------------------------------------- |
| 1999  | No More Rain (In This Cloud)                                                     | 56                 | 9                  | —                  | —                  | —                  | Black Diamond                            |
| 2000  | Life Story                                                                       | —                  | —                  | —                  | 22                 | —                  | Black Diamond                            |
| 2000  | Everyday                                                                         | —                  | 52                 | —                  | —                  | —                  | Black Diamond                            |
| 2000  | Keep Your Worries (Guru featuring Angie Stone)                                   | —                  | 99                 | —                  | 57                 | —                  | Streetsoul                               |
| 2001  | U Make My Sun Shine (avec Prince)                                                | 59                 | 108                | —                  | —                  | —                  | —                                        |
| 2001  | Brotha Part II (featuring Alicia Keys & Eve)                                     | 52                 | 13                 | —                  | 37                 | —                  | Mahogany Soul                            |
| 2002  | Wish I Didn't Miss You                                                           | 79                 | 31                 | 1                  | 30                 | 7                  | Mahogany Soul                            |
| 2002  | More Than a Woman (avec Calvin Richardson)                                       | —                  | 63                 | —                  | —                  | —                  | Mahogany Soul                            |
| 2003  | Bottles and Cans                                                                 | —                  | —                  | 18                 | —                  | —                  | Mahogany Soul                            |
| 2003  | Signed, Sealed, Delivered I'm Yours (Blue featuring Stevie Wonder & Angie Stone) | —                  | —                  | —                  | 11                 | 31                 | Guilty                                   |
| 2004  | I Wanna Thank Ya (featuring Snoop Dogg)                                          | —                  | 61                 | 1                  | 31                 | —                  | Stone Love                               |
| 2004  | Stay for a While (featuring Anthony Hamilton)                                    | —                  | 70                 | —                  | —                  | —                  | Stone Love                               |
| 2004  | U-Haul                                                                           | —                  | 68                 | —                  | —                  | —                  | Stone Love                               |
| 2005  | I Wasn't Kidding                                                                 | —                  | —                  | 17                 | —                  | —                  | Stone Hits: The Very Best of Angie Stone |
| 2007  | Baby (featuring Betty Wright)                                                    | 103                | 22                 | 3                  | —                  | —                  | The Art of Love and War                  |
| 2009  | I Ain't Hearin' U                                                                | —                  | —                  | —                  | —                  | —                  | Unexpected                               |

## Distinctions

### Récompenses
- 2000 : Soul Train Music Awards : « meilleur single solo de RnB/soul » pour No More Rain (In This Cloud) et « meilleur nouvelle artiste solo de RnB/soul ou rap »
- 2004 : Edison Award (récompenses hollandaises) pour l'album Stone Love

### Nominations
- 2003 : Grammy Awards : « meilleur enregistrement RnB par un duo ou un groupe vocal » pour le titre More Than a Woman avec Joe
- 2004 : Grammy Awards : « meilleur enregistrement féminin de RnB vocal » pour le titre U-Haul
- 2007 : Grammy Awards : « meilleur enregistrement RnB par un duo ou un groupe vocal » pour le titre Baby avec Betty Wright